# Aqua (zespół muzyczny)
Aqua – duński zespół muzyczny grający muzykę dance i pop założony w 1994 przez René Difa, Lenę Nystrøm, Sørena Rasteda i Clausa Norreena.
Zespół zyskał międzynarodową rozpoznawalność dzięki przebojowi „Barbie Girl” wydanemu w 1997, który trafił na pierwsze miejsce list przebojów w wielu krajach na świecie. Singiel promował debiutancki album studyjny grupy zatytułowany Aquarium z tego samego roku. W 2000 ukazała się druga płyta grupy zatytułowana Aquarius. Rok później muzycy zawiesili działalność, a w 2007 zdecydowali się na reaktywację zespołu. W 2011 premierę miała ich pierwsza po powrocie do wspólnego grania płyta zatytułowana Megalomania.

## Historia zespołu

### 1989–94: Formowanie zespołu
W 1989 René Dif, pracujący wówczas jako DJ w norweskich klubach poznał na planie filmu Freakke Frida og de frygtløse spioner (pol. Niegrzeczna Frida i nieustraszeni szpiedzy) producentów muzycznych, Sørena Rasteda i Clausa Norree’a. Po zakończeniu prac nad filmem zdecydowali się na współpracę jako zespół o nazwie Joyspeed. W 1993 Dif wyruszył w podróż promem, na którym poznał Lene Grawford Nystrøm, której zaproponował dołączenie do składu zespołu, na co ta się zgodziła.
Na początku Claus i Søren produkowali muzykę dla grupy, podczas gdy René rapował, a Lene śpiewała główne partie wokalne. W 1994 szwedzka wytwórnia muzyczna XM podpisała z nimi kontrakt, a zespół wydał swój debiutancki singiel „Itsy Bitzy”. Piosenka nie cieszyła się zbyt dużą popularnością i po tygodniu zniknęła z krajowych list przebojów. Zawiedzeni członkowie zespołu anulowali kontrakt z wytwórnią, która chciała jednak kontynuować z nimi współpracę.
Po anulowaniu kontraktu z wytwórnią kwartet postanowił zmienić swój styl muzyczny. Muzycy zwolnili swojego dotychczasowego menadżera Michaela Brinkenstjärna, który miał ogromny wpływ na ich muzykę. Z nowym menadżerem i bez kontraktu grupa zaczęła tworzyć swój charakterystyczny styl zwany „bubblegum pop sound”. Członkowie zespołu zaczęli produkować i pisać własne melodie, które bardzo szybko wpadały w ucho, a także zmienili nazwę na Aqua. Jak przyznawali w wywiadach, nazwę wymyślili po tym, jak zobaczyli plakat akwarium w przebieralni. W 1996 podpisali kontrakt z wytwórnią Universal Music Denmark.

### 1995–98:Aquariumoraz przebój „Barbie Girl”
Pierwszym singlem nowego zespołu został utwór „Roses Are Red”, który dotarł do drugiego miejsca listy przebojów w Norwegii oraz do piątego w Szwecji. Kolejnym singlem grupy została piosenka „My Oh My”, który dotarł do pierwszej dwudziestki listy przebojów m.in. w Belgii, Szwecji, Francji, Nowej Zelandii, Austrii, Szwajcarii i Holandii.
26 marca 1997 ukazał się debiutancki album studyjny zespołu zatytułowany Aquarium. W maju muzycy wydali swój nowy singiel „Barbie Girl”, który dotarł na szczyt list przebojów w wielu krajach na całym świecie, w tym m.in. w Szwecji, Szwajcarii, Francji, Belgii, Norwegii, Austrii, Nowej Zelandii, a także w Wielkiej Brytanii i Australii. Oprócz tego, numer zadebiutował na siódmym miejscu amerykańskiego notowania Billboard Hot 100. Firma Mattel mająca prawa do lalki Barbie pozwała wytwórnię Universal za rzekome szkodzenie ich marce. Sąd uznał piosenkę za parodię.
Pod koniec listopada ukazał się kolejny singiel promujący płytę Aquarium, którym został utwór „Lollipop (Candyman)”, która osiągnęła sukces komercyjny jedynie w Australii (trzecie miejsce na listach przebojów). W grudniu zespół wydał nowy singiel – „Doctor Jones”, który dotarł do pierwszej dziesiątki list przebojów m.in. w Australii, Nowej Zelandii, Szwecji. W tym samym roku ukazała się kolekcjonerska kaseta zespołu zatytułowana Around the World zawierająca krótki film dokumentalny o zespole, ich występy na żywo oraz materiały zakulisowe. Do wydawnictwa dołączony został także nowy singiel zespołu – „Didn’t I”.
W 1998 ukazały się dwa ostatnie single pochodzące z albumu Aquarium: „Turn Back Time” i „Good Morning Sunshine”.

### 1999–2001:Aquariusi rozpad zespołu
Na przełomie 1998 i 1999 zespół pisał i nagrywał materiał na swoją drugą płytę studyjną zatytułowaną Aquarius, która ukazała się w lutym 2000. Pierwszym singlem promującym album została piosenka „Cartoon Heroes”, która zadebiutowała na pierwszym miejscu list przebojów w Norwegii i we Włoszech. W maju grupa wydała drugi singiel – „Around the World”. Pozostałymi singlami pochodzącymi z albumu zostały utwory „Bumble Bees” oraz „We Belong to the Sea”, które uzyskały umiarkowany sukces komercyjny.
W tym samym roku muzycy wyruszyli w światowa trasę koncertową. W maju wystąpili gościnnie w finale 46. Konkursu Piosenki Eurowizji organizowanym w Kopenhadze, w trakcie którego zaprezentowali mieszankę swoich największych przebojów razem z zespołem Safri Duo. W czerwcu grupa nieoczekiwanie poinformowała o zawieszeniu działalności.

### 2002–06: Przerwa w działalności
W 2002 muzycy wydali pierwszy album kompilacyjny zawierający ich największe przeboje.
Po rozpadzie grupy René rozpoczął karierę aktora, wystąpił w takich filmach, jak m.in. Den Gode Strømer i Incasso. W 2003 Lene wydała swój debiutancki album zatytułowany Play with Me, który był promowany przez single „It’s Your Duty” i „Pretty Young Thing”. W tym czasie Lene i Søren wzięli ślub oraz doczekali się dwójki dzieci: córki Indii i syna Billy’ego. Do 2004 Søren kontynuował produkcję muzyki dla różnych artystów.
W 2005 Lene i Søren wystąpili w Danii na jednych z koncertów charytatywnych, z którego dochód przeznaczony był dla ofiar tsunami w Indiach. W tym samym roku duński reżyser zebrał cały zespół i nagrał film dokumentalny Podróż w czasie, w którym członkowie zespołu rozmawiali m.in. o swojej muzyce, przeżyciach, małżeństwie czy solowych sukcesach.

### 2007–10: Reaktywacja zespołu iGreatest Hits
W październiku 2007 członkowie zespołu zorganizowali specjalną konferencję prasowa, podczas której ogłosili powrót na scenę oraz zapowiedzieli trasę koncertową w 2008. W czerwcu 2009 ukazał się ich drugi album kompilacyjny zatytułowany Greatest Hits, na którym znalazły się ich najpopularniejsze przeboje, a także nowe single – „Back to the 80’s”, „My Mamma Said” i „Spin Me a Christmas”.

### Od 2010:Megalomania
W lutym 2010 muzycy wyjechali do Tajlandii, gdzie zaczęli pracę nad materiałem na nową płytę. W ciągu osiemnastu miesięcy napisali ponad sto kompozycji, a na początku lipca 2011 zakończyli nagrywanie krążka.
W marcu 2011 ukazał się ich nowy singiel – „How R U Doin?”. Utwór zapowiadał ich trzecią płytę studyjną zatytułowaną „Megalomania”, który został wydany 30 września tego samego roku. Kilka dni wcześniej ukazały się dwa single zespołu – „Playmate to Jesus” oraz „Like a Robot”.

## Skład zespołu

### Obecni członkowie
- Lene Nystrøm Rasted (ur. 2 października 1973)
- René Dif (ur. 17 października 1967)
- Søren Nystrøm Rasted (ur. 13 czerwca 1969)
- Claus Norreen (ur. 5 czerwca 1970)

## Dyskografia
| - Aquarium (1997) - Aquarius (2000) - Megalomania (2011) | - Cartoon Heroes: Best of Aqua (2002) - Greatest Hits (2009) |

### Single
- 1995 – „Itzy Bitsy Spider” (jako JoySpeed)
- 1996 – „Roses Are Red”
- 1997 – „My Oh My”
- 1997 – „Barbie Girl”
- 1997 – „Doctor Jones”
- 1997 – „Lollipop (Candyman)”
- 1998 – „Turn Back Time”
- 1998 – „Good Morning Sunshine”
- 2000 – „Cartoon Heroes”
- 2000 – „Around the World”
- 2000 – „Bumble Bees”
- 2001 – „We Belong to the Sea”
- 2009 – „Back to the 80’s”
- 2009 – „My Mamma Said”
- 2009 – „Spin Me a Christmas”
- 2011 – „How R U Doin?”
- 2011 – „Playmate to Jesus”
- 2011 – „Like a Robot”
- 2017 – „Freaky Friday”
- 2018 – „Rookie”